# 마쓰다 패밀리아
마쓰다 패밀리아(Mazda Familia)는 일본의 마쓰다가 생산했던 준중형 승용차이다. 후속 차종은 마쓰다 악셀라/3이다.

## 연혁

### 1세대

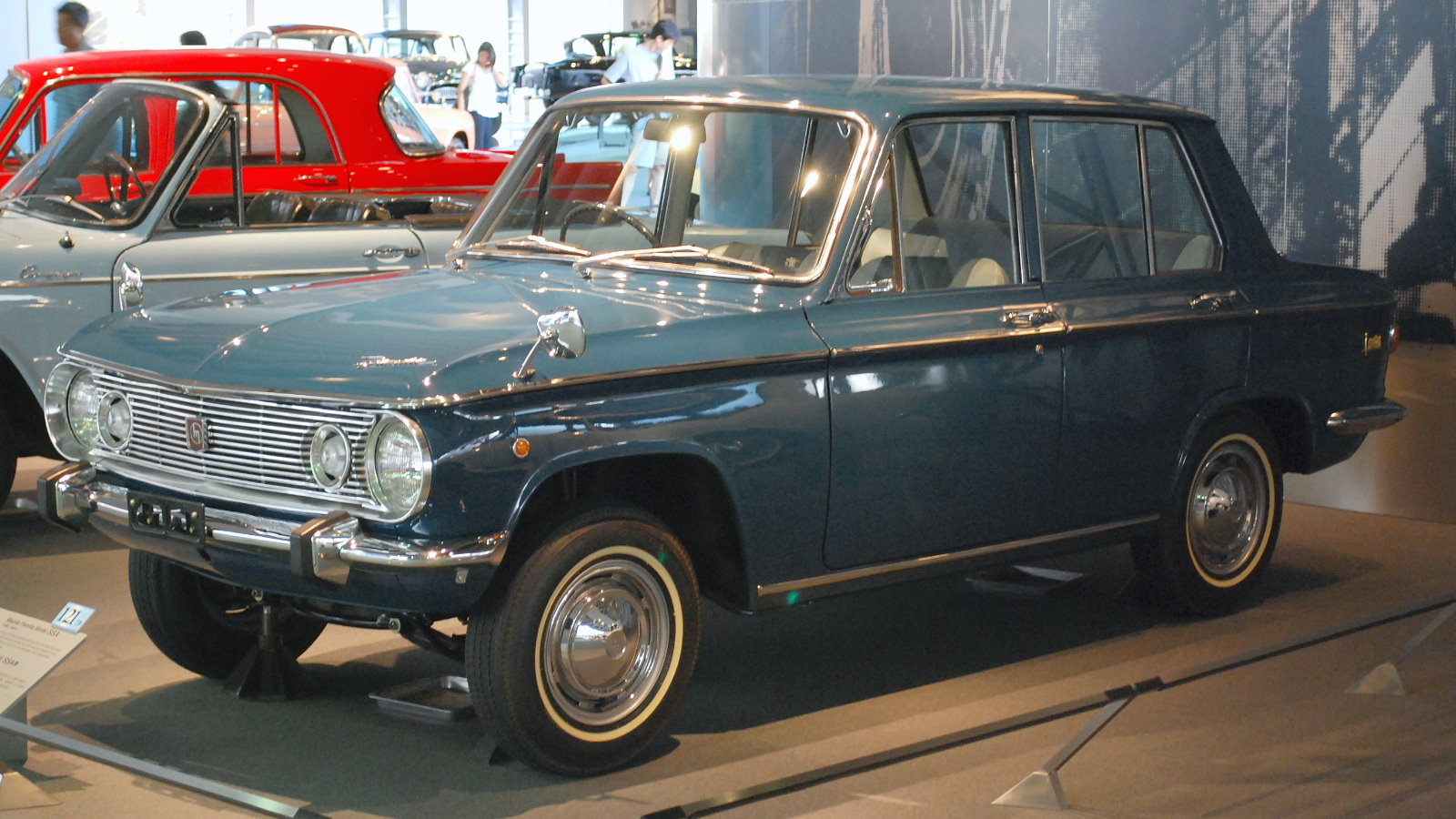
마쓰다 패밀리아 정측면

경차나 소형 트럭을 주력 상품으로 내세우던 당시의 마쓰다는 새로운 소형차를 개발해 패밀리아라는 차명을 출시했다. 아름다운 디자인이 호평을 얻으며, 상업적으로 성공을 거두었다.

### 2세대

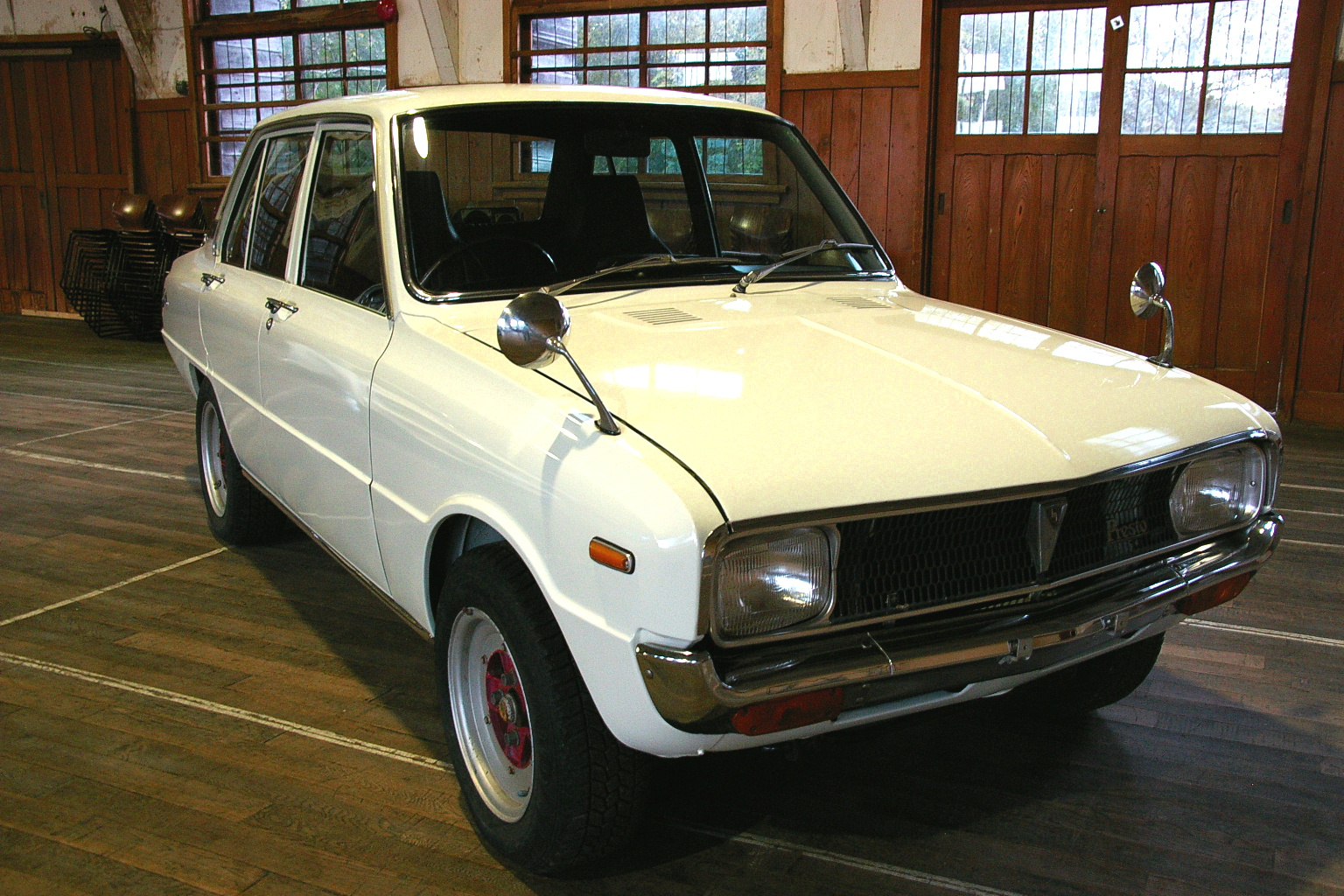
마쓰다 패밀리아 정측면

1세대보다 곡선이 더 가미되었고, A필러 옆에 있던 쿼터 글래스는 없어졌다. 고객에 따라 선호하는 사양을 선택할 수 있는 풀 초이스 시스템을 도입했다. 세단과 쿠페는 1973년에 빅 마이너 체인지를 감행했으나, 밴과 트럭은 1978년까지 생산되었다.

### 3세대

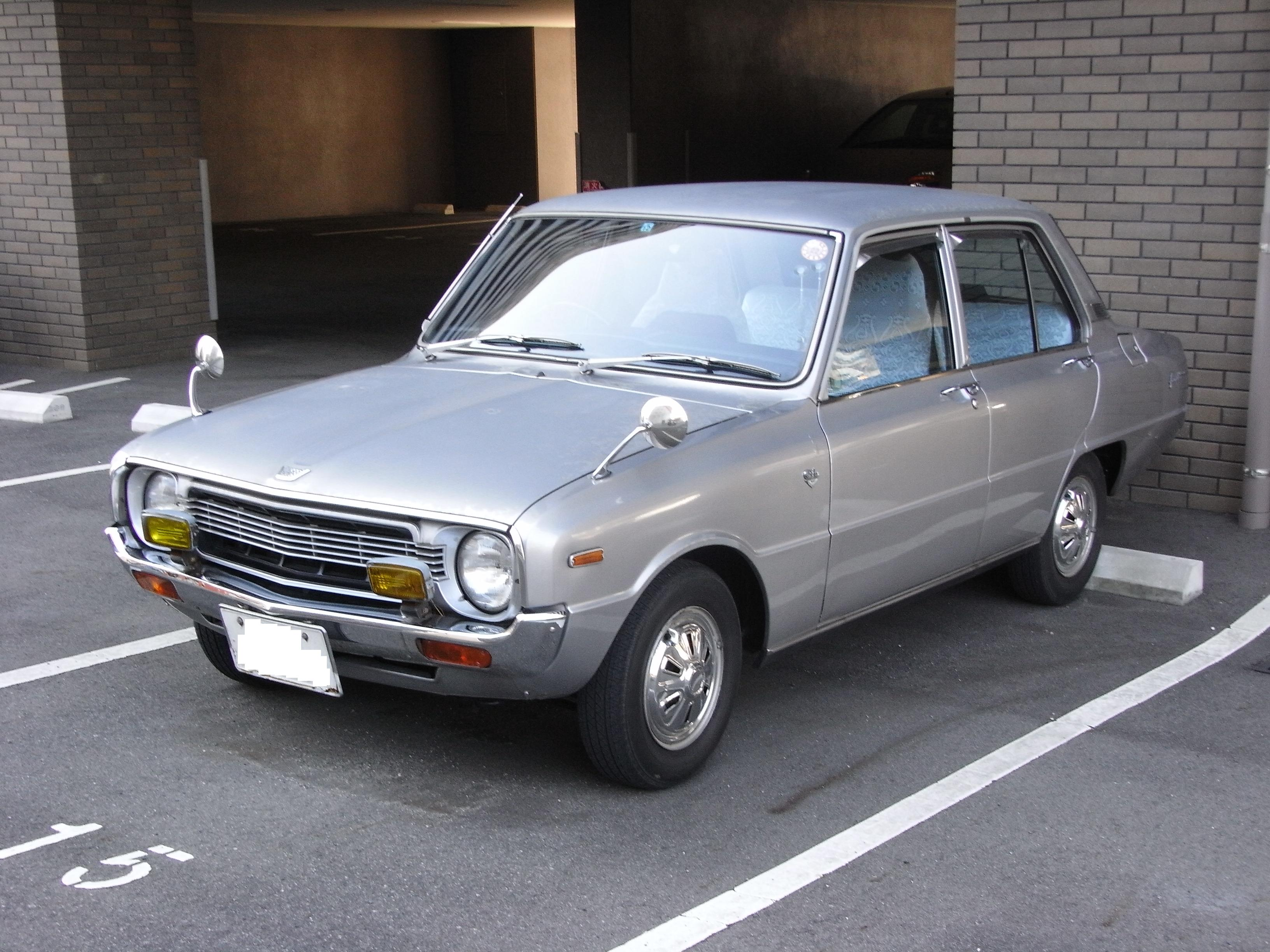
마쓰다 패밀리아 정측면

2세대 패밀리아의 빅 마이너 체인지 차종이다. 헤드 램프가 사각형에서 원형으로 바뀌었고, 리어 주위의 디자인이 큰폭으로 변경됨과 동시에 차체 크기도 약간 늘어났다. 엔진은 62마력의 1,000cc와 87마력의 1,300cc 등 2가지가 적용되었다. 세단과 쿠페만 나왔다. 한국에서는 기아 브리사의 베이스 차종으로도 잘 알려져 있다.

### 4세대

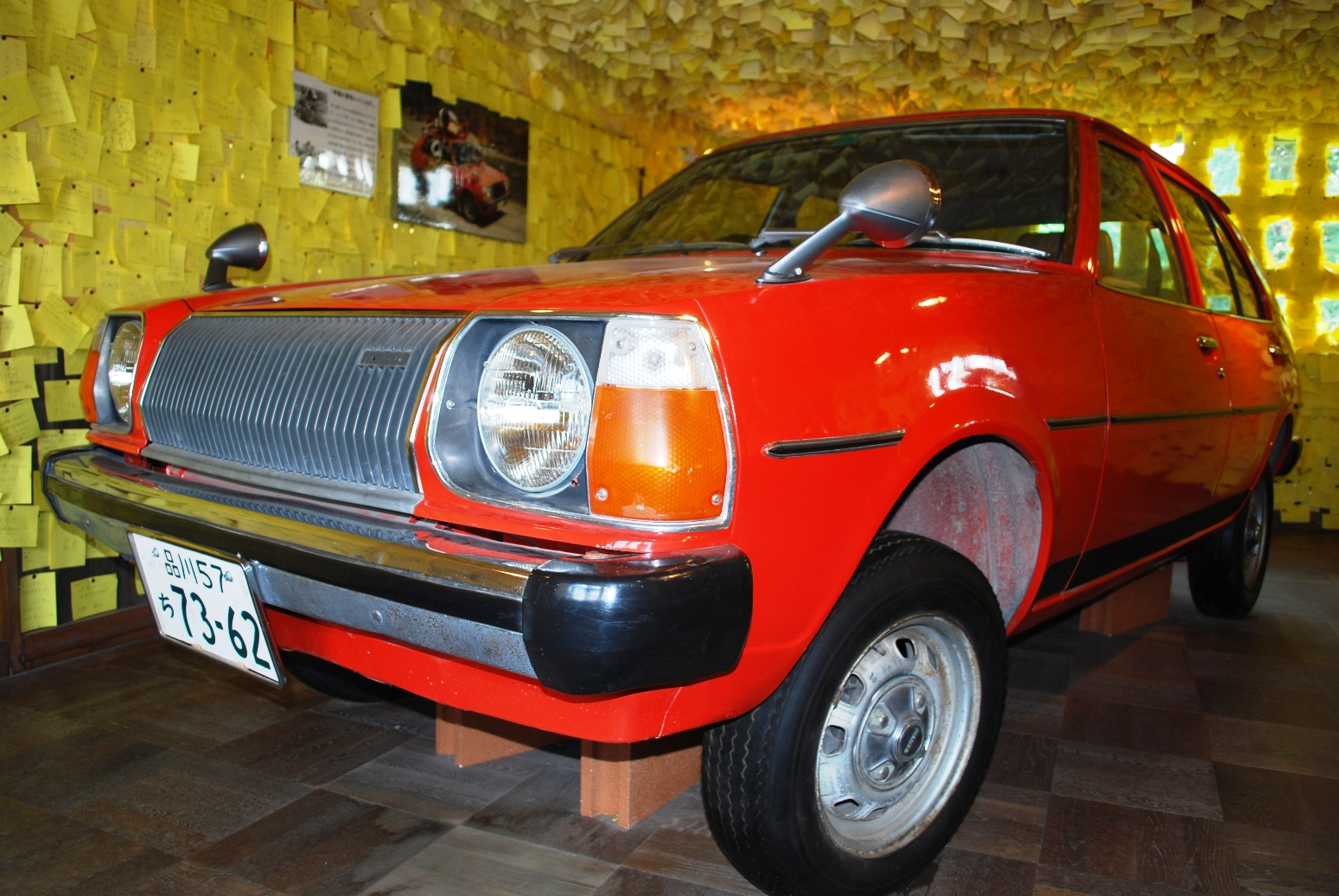
마쓰다 패밀리아 정측면

당시 소형차의 트렌드에 맞춰 2박스 스타일을 채용했으나, 전륜구동이 아닌 여전히 후륜구동이었다. 해치백은 1980년까지 나왔다.

### 5세대

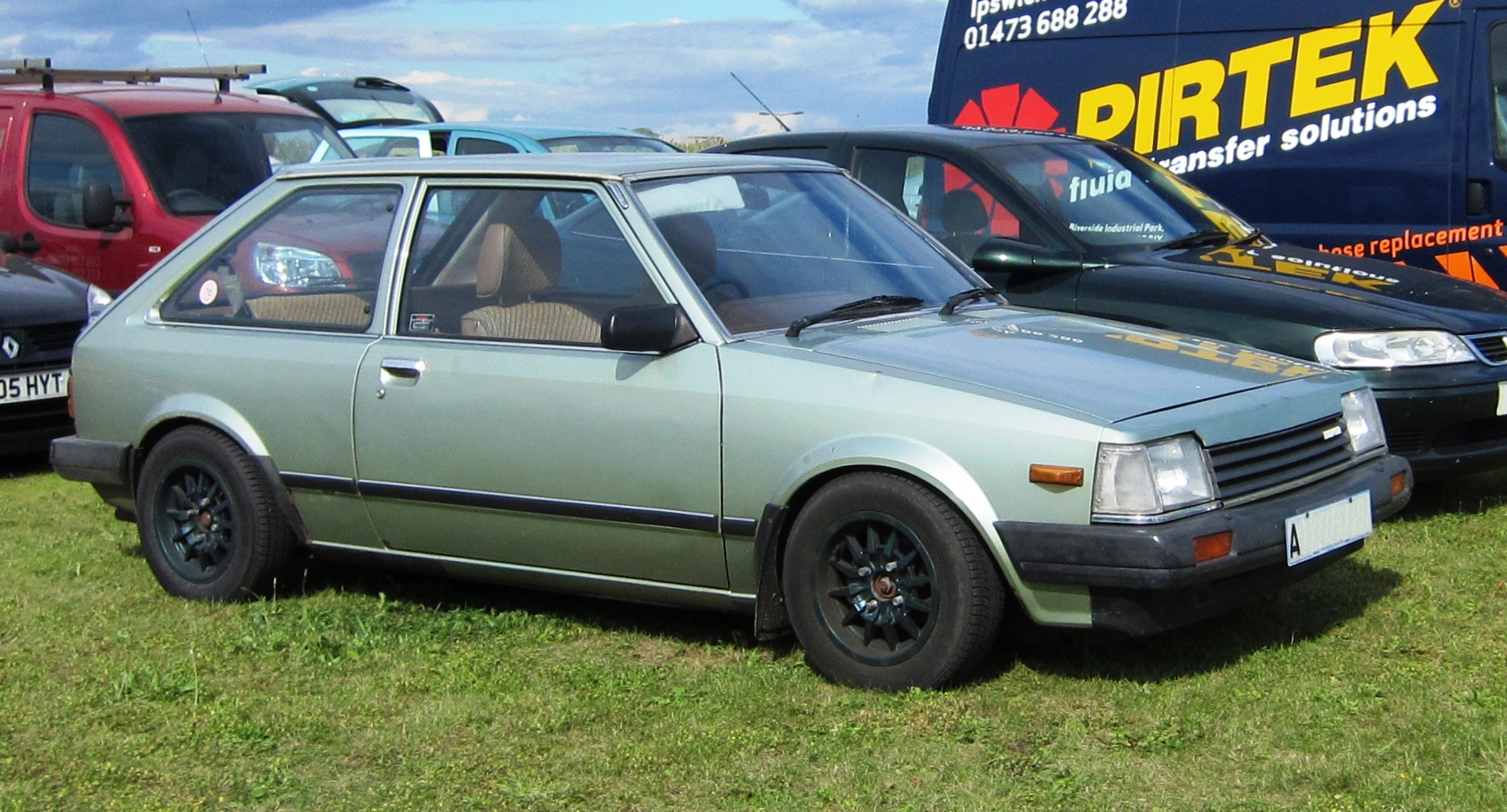
마쓰다 패밀리아 정측면

왜건과 밴은 라인업에 없고, 해치백만 있었으나, 이후에 세단이 추가되었다. 4세대까지 이어지던 후륜구동 방식은 5세대부터 전륜구동 방식으로 바뀌었다. 시트는 풀 플랫이 가능한 앞 좌석과 5:5 분할로 접을 수 있을 뿐만 아니라 각도 조정(리클라이닝)이 가능한 등받이를 가진 뒷 좌석을 통해 편의성을 높였다. 1980년 일본 올해의 차를 수상했다. 1982년 7월에는 패밀리아의 누적 생산 대수가 100만 대를 돌파했다.

### 6세대

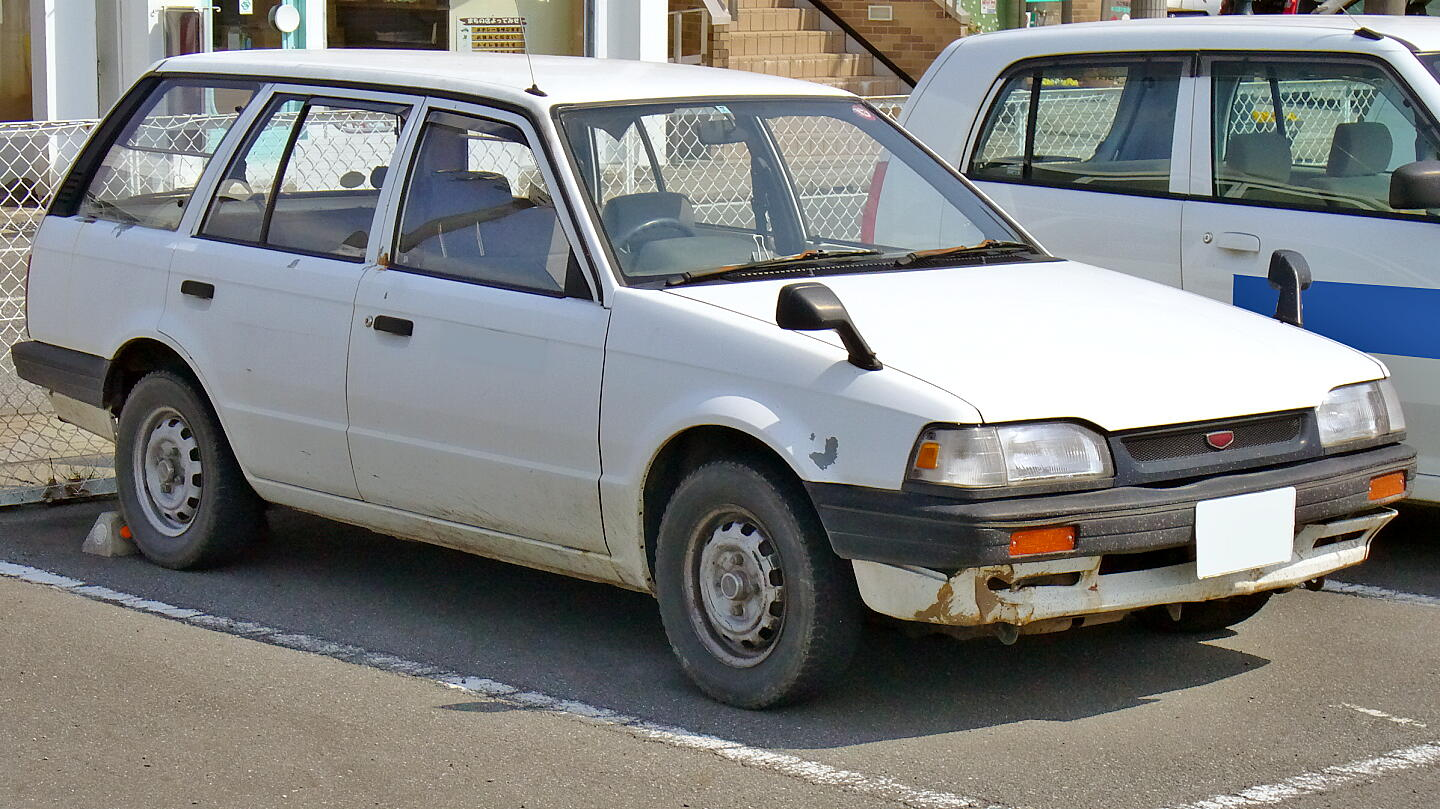
마쓰다 패밀리아 정측면

당초 1984년에 풀 모델 체인지 할 예정이었지만, 5세대가 호평을 얻어서 다음 해인 1985년에 출시되었다. 패밀리아 최초로 야마구치현 호후 시의 공장으로 이관되어 생산되었다. 5세대의 성공으로 인해 새로운 느낌의 디자인보다 5세대의 디자인을 답습했지만, 보다 둥근 형태의 디자인을 갖추었다. 해치백과 세단은 물론, 역대 패밀리아 중 유일하게 컨버터블도 있었다. 해치백과 세단은 1989년까지 나왔다.

### 7세대

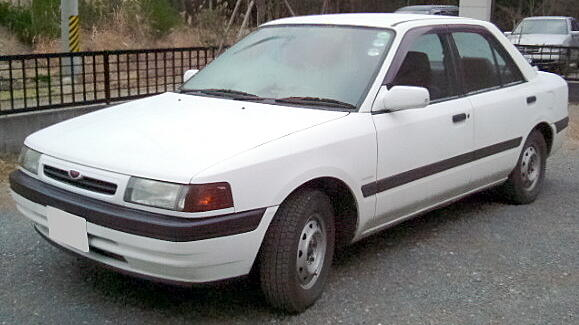
마쓰다 패밀리아 정측면

3도어 해치백과 5도어 해치백, 4도어 세단의 디자인이 완전히 달리해 같은 패밀리아라는 차명을 사용해도 전혀 다른 차의 형상을 띠고 있었다. 5도어 해치백은 패밀리아 아스티나라는 차명으로 독자 노선을 걷기 시작했다. 4도어 세단과 패밀리아 아스티나는 1994년까지 나왔다.

### 8세대

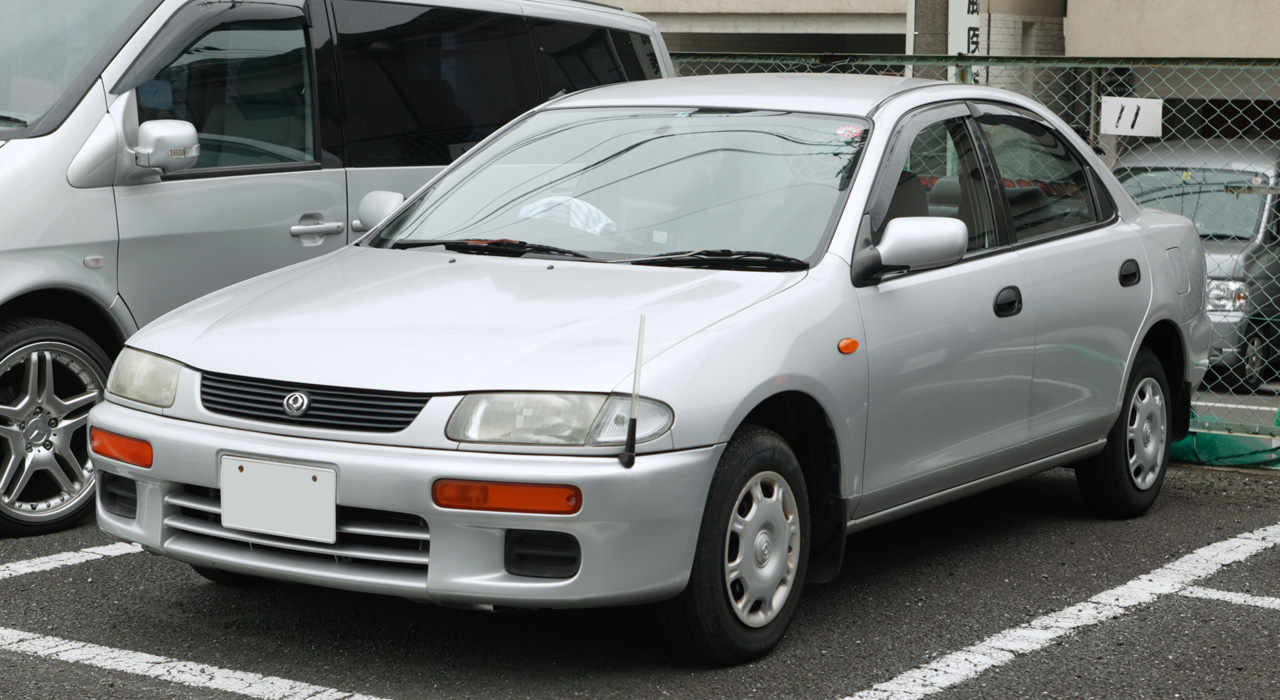
마쓰다 패밀리아 정측면

3도어 해치백에는 네오라고 하는 서브 네임이 더해졌다. 8세대에서는 왜건과 밴은 라인업에 없었고, 이를 대신해 닛산으로부터 OEM 공급을 받았다. 1995년 12월에는 패밀리아의 누적 생산 대수가 1,000만 대를 돌파했다. 1996년에 마이너체인지를 거쳤으며, 1997년에 패밀리아 네오의 디자인이 너무 급진적이라는 평가가 많아 전형적인 해치백의 디자인으로 돌아왔고, 기존 디자인의 모델은 수출로만 빠져나갔다. 파생 모델로 란티스가 있었다.

### 9세대

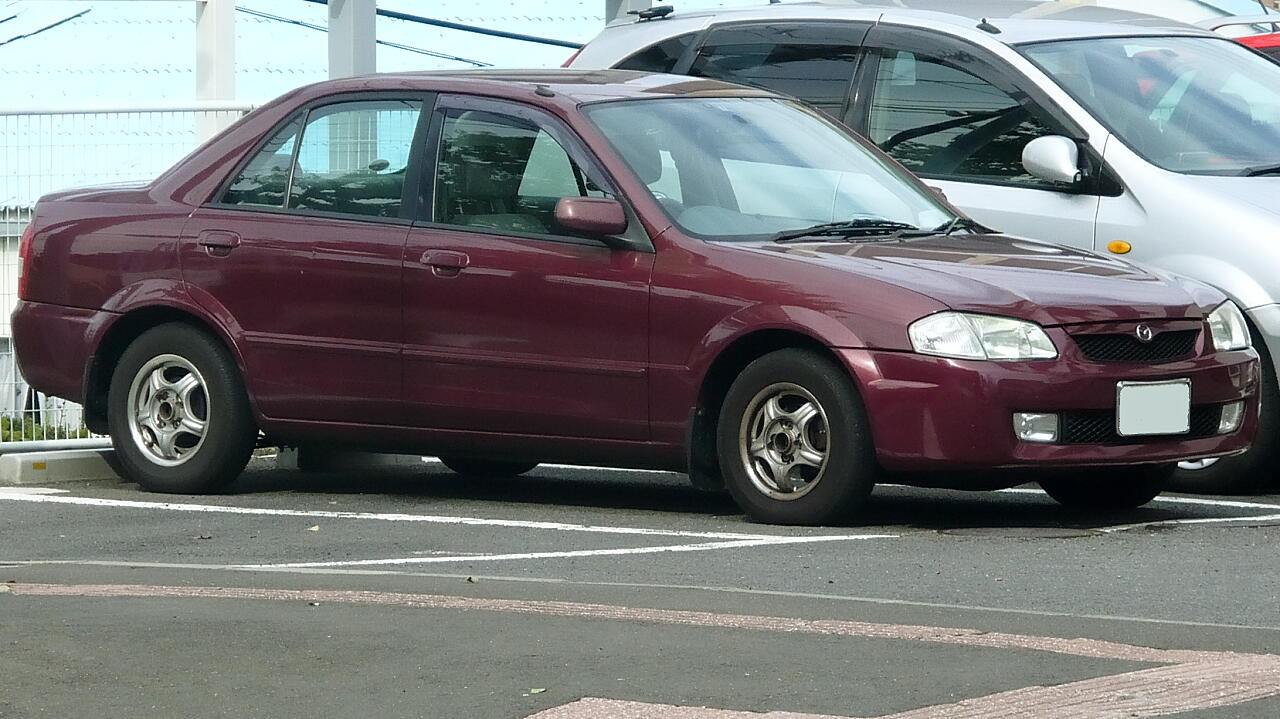
마쓰다 패밀리아 정측면

패밀리아의 마지막 풀 모델 체인지 차종이다. 개발비를 억제하기 위해 주요 부품은 카펠라와 공용했다. 북아메리카에서는 마쓰다스피드 사양도 선보였으며, 싱가포르에서는 경찰차로도 운용되었다. 일본에서는 2000년, 해외에서는 2001년에 페이스리프트를 거쳤다. 2003년에 40년에 가까운 역사를 뒤로하고 후속 차종인 '마쓰다 악셀라'가 출시되어 단종되었으나, 닛산으로부터 OEM 공급 받는 밴에는 여전히 패밀리아라는 차명이 사용되어 판매되고 있다.
대만에서는 포드 육화 자동차를 통해 포드 티에라로 현지 생산되었으며, 중국에서는 마쓰다 브랜드로도 판매되었지만 하이난 성과 마쓰다가 합작해 세운 하이마를 통해 패밀리와 해핀이란 명칭으로 판매되었다.

## 연혁(OEM 공급)

### 1세대

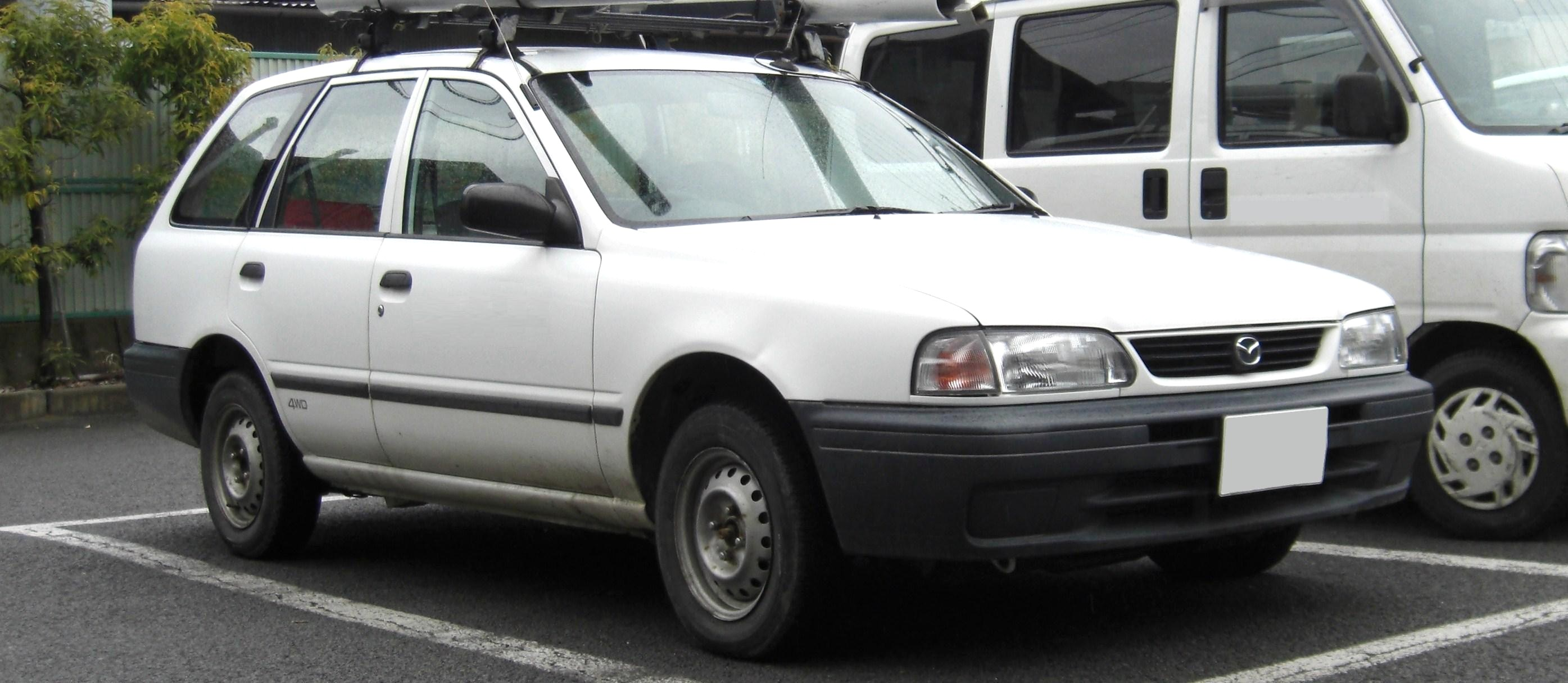
마쓰다 패밀리아 밴 정측면

이 때부터 밴은 닛산으로부터 OEM 공급을 받아 패밀리아라는 차명으로 판매를 시작했다. 타겟을 업무용으로 분명히 했다.

### 2세대

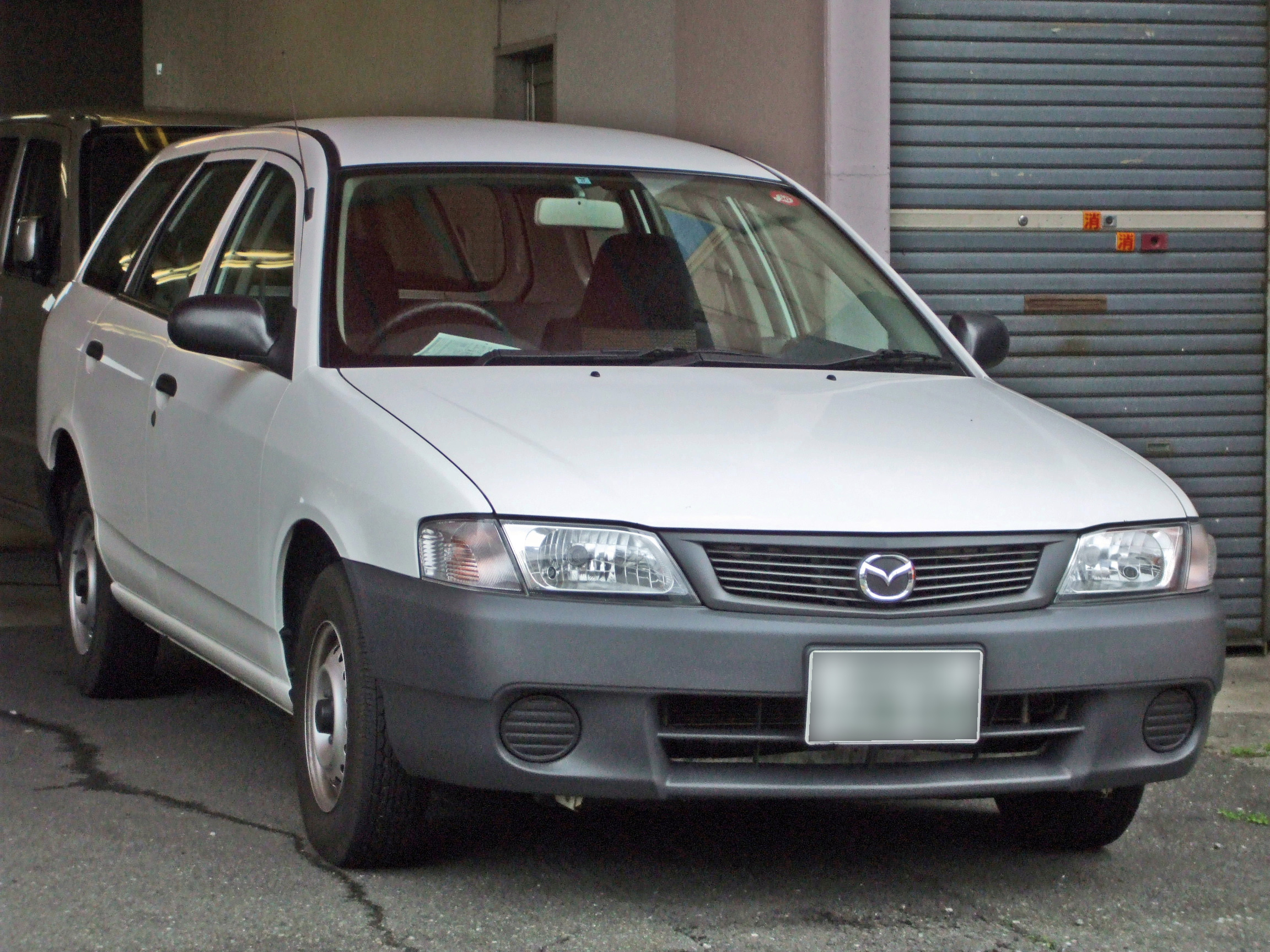
마쓰다 패밀리아 밴 정측면

밴과 차별화를 한 비즈니스 왜건이 라인업에 추가되었다. 2007년에 신형이 나왔으나, 한동안 병행 판매되었다.

### 3세대

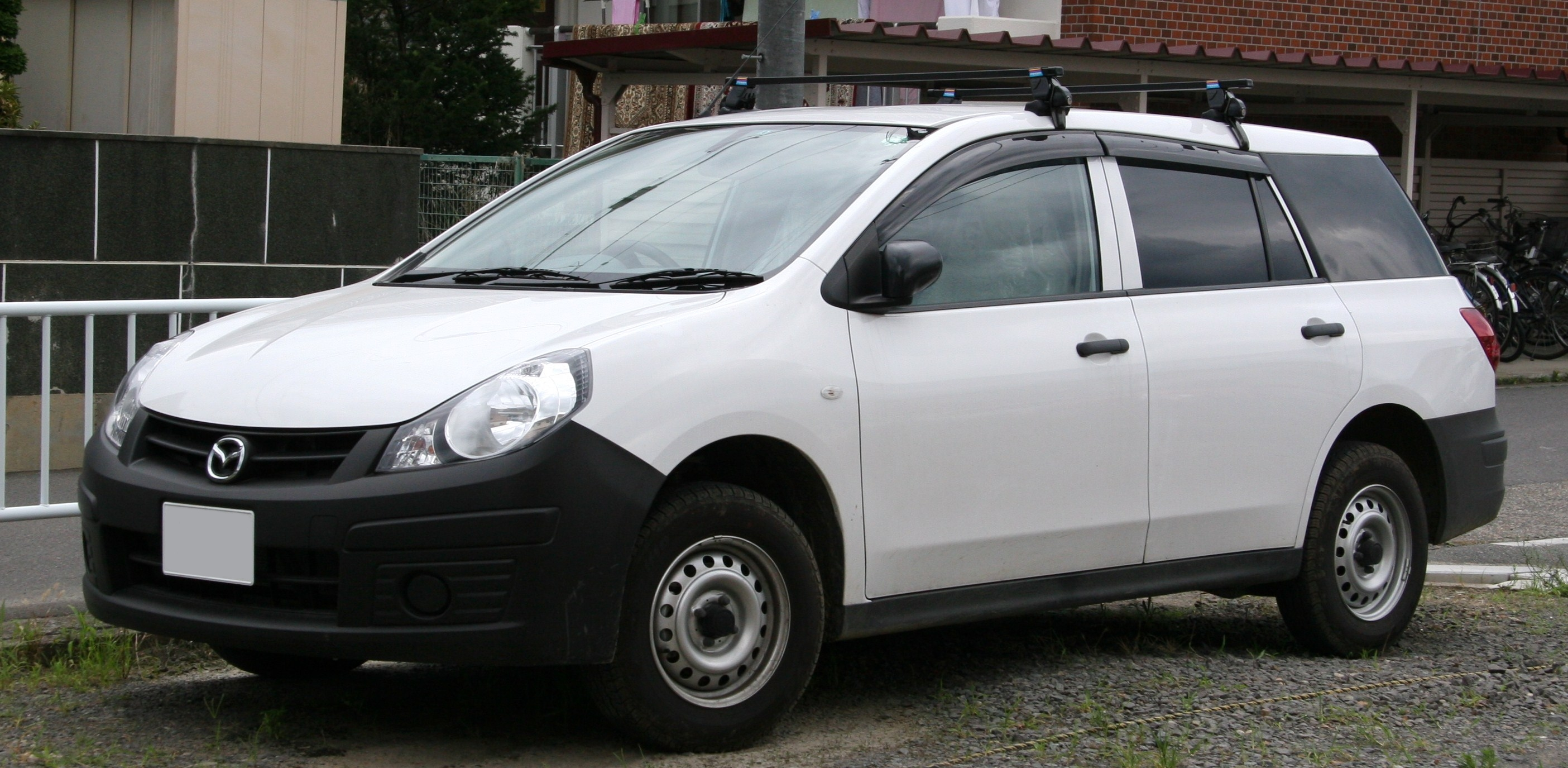
마쓰다 패밀리아 밴 정측면

2010년부터 조수석 에어백, 전원 콘센트, 어시스트 그립을 기본 사양으로 했다.

## 파생 차량
- 마쓰다 그랜드 패밀리아
- 마쓰다 패밀리아 아스티나
- 마쓰다 란티스